# جيمس هاوكس
جيمس هاوكس هو محامي وسياسي أمريكي، ولد في 13 ديسمبر 1776، وتوفي في 2 أكتوبر 1865 في روتشستر في الولايات المتحدة. انتخب عضو جمعية ولاية نيويورك ‏ وانتخب عضو مجلس النواب الأمريكي ‏.